# Свети Йоан Предтеча (Липариново)
„Свети Йоан Предтеча“ (на гръцки: Αγίου Ιωάννη του Προδρόμου) е възрожденска православна църква в ениджевардарското село Липариново (Липаро), Гърция, част от Воденската, Пелска и Мъгленска епархия. Представлява трикорабна базилика с нартекс и девестранна апсида на изток. Построена е в 1864 - 1865 година при митрополит Никодим Воденски (1859 - 1870).
Църквата е обявена за исторически паметник на 5 април 1999 година.